# Canais de TV na Espanha
Esta é uma lista dos canais de televisão na Espanha. Ele também pode ser visto na forma de uma tabela e outra lista de canais em HD na Espanha.

## Televisão de acesso livre

### Estações nacionais
| Logo | Canal             | Proprietário                                                                | Gênero  | Tipo        | Sede                               |
| ---- | ----------------- | --------------------------------------------------------------------------- | ------- | ----------- | ---------------------------------- |
|      | La 1              | Radio Televisión Española                                                   | Público | DVB-T (HD)  | Pozuelo de Alarcón, Madrid         |
|      | La 2              | Radio Televisión Española                                                   | Público | DVB-T (HD)  | Pozuelo de Alarcón, Madrid         |
|      | Clan              | Radio Televisión Española                                                   | Público | DVB-T (HD)  | Pozuelo de Alarcón, Madrid         |
|      | 24 Horas          | Radio Televisión Española                                                   | Público | DVB-T (HD)  | Pozuelo de Alarcón, Madrid         |
|      | Teledeporte       | Radio Televisión Española                                                   | Público | DVB-T (HD)  | Pozuelo de Alarcón, Madrid         |
|      | La 1 UHD          | Radio Televisión Española                                                   | Público | DVB-T (UHD) | Pozuelo de Alarcón, Madrid         |
|      | Antena 3          | Atresmedia Televisión                                                       | Privado | DVB-T (HD)  | San Sebastián de los Reyes, Madrid |
|      | laSexta           | Atresmedia Televisión                                                       | Privado | DVB-T (HD)  | San Sebastián de los Reyes, Madrid |
|      | Neox              | Atresmedia Televisión                                                       | Privado | DVB-T (HD)  | San Sebastián de los Reyes, Madrid |
|      | Nova              | Atresmedia Televisión                                                       | Privado | DVB-T (HD)  | San Sebastián de los Reyes, Madrid |
|      | Mega              | Atresmedia Televisión                                                       | Privado | DVB-T (HD)  | San Sebastián de los Reyes, Madrid |
|      | Atreseries        | Atresmedia Televisión                                                       | Privado | DVB-T (HD)  | San Sebastián de los Reyes, Madrid |
|      | Telecinco         | Mediaset España                                                             | Privado | DVB-T (HD)  | Madrid                             |
|      | Cuatro            | Mediaset España                                                             | Privado | DVB-T (HD)  | Madrid                             |
|      | FDF               | Mediaset España                                                             | Privado | DVB-T (HD)  | Madrid                             |
|      | Boing             | Mediaset España e Warner Bros. Discovery                                    | Privado | DVB-T (HD)  | Madrid                             |
|      | Divinity          | Mediaset España                                                             | Privado | DVB-T (HD)  | Madrid                             |
|      | Energy            | Mediaset España                                                             | Privado | DVB-T (HD)  | Madrid                             |
|      | Be Mad            | Mediaset España                                                             | Privado | DVB-T (HD)  | Madrid                             |
|      | DMAX              | Veo Televisión (Warner Bros. Discovery)                                     | Privado | DVB-T (HD)  | Madrid                             |
|      | GOL Play          | Veo Televisión (Mediapro)                                                   | Privado | DVB-T (HD)  | Madrid                             |
|      | Squirrel          | Sociedad Gestora de Televisión Net TV                                       | Privado | DVB-T (HD)  | Madrid                             |
|      | Paramount Network | Sociedad Gestora de Televisión Net TV (Viacom International Media Networks) | Privado | DVB-T (HD)  | Madrid                             |
|      | Trece             | Ábside Media                                                                | Privado | DVB-T (HD)  | Boadilla del Monte, Madrid         |
|      | DKiss             | Radio Blanca e Warner Bros. Discovery                                       | Privado | DVB-T (HD)  | Madrid                             |
|      | TEN               | Ten Media                                                                   | Privado | DVB-T (HD)  | Alcobendas, Madrid                 |
|      | Real Madrid TV    | Real Madrid C.F.                                                            | Privado | DVB-T (HD)  | Madrid                             |

### Estações de comunidades autônomas

#### Andalusia
| Logo | Canal        | Proprietário                                   | Gênero  | Tipo       |
| ---- | ------------ | ---------------------------------------------- | ------- | ---------- |
|      | Canal Sur    | Radio y Televisión de Andalucía                | Público | DVB-T (HD) |
|      | Canal Sur 2  | Radio y Televisión de Andalucía                | Público | DVB-T (HD) |
|      | Andalucía TV | Radio y Televisión de Andalucía                | Público | DVB-T (HD) |
|      | BOM Cine     | Avista Televisión de Andalucía -Grupo Squirrel | Privado | DVB-T (HD) |

#### Aragon
| Logo | Canal     | Proprietário                                | Gênero  | Tipo       |
| ---- | --------- | ------------------------------------------- | ------- | ---------- |
|      | Aragón TV | Corporación Aragonesa de Radio y Televisión | Público | DVB-T (HD) |

#### Asturias
| Logo | Canal | Proprietário                                | Gênero  | Tipo       |
| ---- | ----- | ------------------------------------------- | ------- | ---------- |
|      | TPA7  | Radio Televisión del Principado de Asturias | Público | DVB-T (HD) |
|      | TPA8  | Radio Televisión del Principado de Asturias | Público | DVB-T (HD) |

#### Baleares
| Logo | Canal     | Proprietário                                      | Gênero  | Tipo       |
| ---- | --------- | ------------------------------------------------- | ------- | ---------- |
|      | IB3       | Ens Públic de Radiotelevisió de les Illes Balears | Público | DVB-T (HD) |
|      | TV3 CAT   | Corporació Catalana de Mitjans Audiovisuals       | Público | DVB-T (HD) |
|      | SX3/El 33 | Corporació Catalana de Mitjans Audiovisuals       | Público | DVB-T (HD) |
|      | 3/24      | Corporació Catalana de Mitjans Audiovisuals       | Público | DVB-T (HD) |
|      | Fibwi4    | Unedisa Telecomunicaiones Baleares                | Privado | DVB-T (HD) |

#### Comunidade Autónoma do País Basco
| Logo | Canal | Proprietário            | Gênero  | Tipo       |
| ---- | ----- | ----------------------- | ------- | ---------- |
|      | ETB 1 | Euskal Irrati Telebista | Público | DVB-T (HD) |
|      | ETB 2 | Euskal Irrati Telebista | Público | DVB-T (HD) |
|      | ETB 3 | Euskal Irrati Telebista | Público | DVB-T (HD) |
|      | ETB 4 | Euskal Irrati Telebista | Público | DVB-T (HD) |

#### Canárias
| Logo | Canal      | Proprietário                          | Gênero  | Tipo       |
| ---- | ---------- | ------------------------------------- | ------- | ---------- |
|      | TV Canaria | Ente Público Radio Televisión Canaria | Público | DVB-T (HD) |

#### Cantabria
| Canal                | Proprietário                    | Gênero  | Tipo       |
| -------------------- | ------------------------------- | ------- | ---------- |
| Popular TV Cantabria | Televisión Popular de Santander | Privado | DVB-T (HD) |

#### Castela e Leão
| Logo | Canal    | Proprietário                       | Gênero  | Tipo       |
| ---- | -------- | ---------------------------------- | ------- | ---------- |
|      | La 7 CYL | Radio y Televisión Castilla y León | Privado | DVB-T (HD) |
|      | La 8 CYL | Radio y Televisión Castilla y León | Privado | DVB-T (HD) |

#### Castilla-La Mancha
| Logo | Canal  | Proprietário             | Gênero  | Tipo       |
| ---- | ------ | ------------------------ | ------- | ---------- |
|      | CMM TV | Castilla-La Mancha Media | Público | DVB-T (HD) |

#### Catalunha
| Logo | Canal      | Proprietário                                      | Gênero  | Tipo       |
| ---- | ---------- | ------------------------------------------------- | ------- | ---------- |
|      | TV3        | Corporació Catalana de Mitjans Audiovisuals       | Público | DVB-T (HD) |
|      | SX3/El 33  | Corporació Catalana de Mitjans Audiovisuals       | Público | DVB-T (HD) |
|      | 3/24       | Corporació Catalana de Mitjans Audiovisuals       | Público | DVB-T (HD) |
|      | Esport3    | Corporació Catalana de Mitjans Audiovisuals       | Público | DVB-T (HD) |
|      | IB3 Global | Ens Públic de Radiotelevisió de les Illes Balears | Público | DVB-T (HD) |

#### Comunidade de Madrid
| Logo | Canal      | Proprietário                                         | Gênero  | Tipo       |
| ---- | ---------- | ---------------------------------------------------- | ------- | ---------- |
|      | Telemadrid | Radio Televisión Madrid                              | Público | DVB-T (HD) |
|      | LaOtra     | Radio Televisión Madrid                              | Público | DVB-T (HD) |
|      | BOM Cine   | Sociedad Gestora de Televisión Onda 6-Grupo Squirrel | Privado | DVB-T (HD) |

#### Extremadura
| Logo | Canal             | Proprietário                                  | Gênero  | Tipo       |
| ---- | ----------------- | --------------------------------------------- | ------- | ---------- |
|      | Canal Extremadura | Corporación Extremeña de Medios Audiovisuales | Público | DVB-T (HD) |

#### Galiza
| Logo | Canal    | Proprietário                            | Gênero  | Tipo       |
| ---- | -------- | --------------------------------------- | ------- | ---------- |
|      | TVG      | Compañía de Radio Televisión de Galicia | Público | DVB-T (HD) |
|      | TVG2     | Compañía de Radio Televisión de Galicia | Público | DVB-T (HD) |
|      | BOM Cine | Grupo Squirrel                          | Privado | DVB-T (HD) |

#### La Rioja
| Logo | Canal         | Proprietário     | Gênero              | Tipo       |
| ---- | ------------- | ---------------- | ------------------- | ---------- |
|      | TVR           | Rioja Televisión | rowspan="2" Privado | DVB-T (HD) |
|      | La 7 La Rioja | Promecal         |                     | DVB-T (HD) |

#### Navarra
| Logo | Canal                | Proprietário                                  | Gênero  | Tipo       |
| ---- | -------------------- | --------------------------------------------- | ------- | ---------- |
|      | Navarra Televisión   | Editora Independiente de Medios de Navarra SA | Privado | DVB-T (HD) |
|      | Navarra Televisión 2 | Editora Independiente de Medios de Navarra SA | Privado | DVB-T (HD) |
|      | ETB 1                | Euskal Irrati Telebista                       | Público | DVB-T (HD) |
|      | ETB 2                | Euskal Irrati Telebista                       | Público | DVB-T (HD) |

#### Região de Murcia
| Logo | Canal                | Proprietário                              | Gênero  | Tipo       |
| ---- | -------------------- | ----------------------------------------- | ------- | ---------- |
|      | La 7                 | Radiotelevisión de la Región de Murcia    | Público | DVB-T (HD) |
|      | TV Murciana          | Televisión Murciana S.A.                  | Privado | DVB-T (HD) |
|      | Popular TV R. Murcia | Televisión Popular de la Región de Murcia | Privado | DVB-T (HD) |
|      | BOM Cine             | Grupo Squirrel                            | Privado | DVB-T (HD) |